# Cecil Chesterton
Cecil Edward Chesterton (12 de Novembro de 1879, Londres - 6 de Dezembro de 1918, Wimille, França) foi um jornalista, intelectual, militar e comentarista político britânico. Era o irmão mais novo de G.K. Chesterton e sócio de Hilaire Belloc no jornal The New Witness, mais tarde G. K.'s Weekly. A associação entre os três pensadores foi a gênese do movimento distributista.

## Biografia
Nasceu em Kensington, Londres onde foi educado na St Paul's School, já na escola demonstrava perceptível talento para o jornalismo e ainda jovem trabalhou para um pequena editora. Se formou como agrimensor e agente imobiliário para continuar os negócios do pai. Em 1901 ingressa na Sociedade Fabiana, na qual se envolveu profundamente durante 6 anos, entretanto se atraia cada vez mais pelo pensamento anglo-católico o que o levou a se afastar dos fabianos, nesse período escreveu anonimamente uma biografia de seu irmão, livro intitulado G.K. Chesterton: a Criticism . 
Em 1911 se torna editor de Hilaire Belloc, historiador e apologista católico, o qual foi o principal incentivador da conversão oficial de Cecil Chesterton ao catolicismo romano, seu irmão mais famoso, G.K. Chesterton, faria o mesmo apenas 10 anos depois. Foi também em 1911 que escreveu em associação com Belloc o livro The Party System. Em 1912 se torna sócio de Hilaire Belloc no jornal The New Witness, do qual seria editor chefe até 1916. Em 1916 se casou com a jornalista Ada Elizabeth, que mais tarde teria fama como escritora. 
No mesmo ano se alista no corpo de infantaria leve do exército inglês para lutar na Frente Ocidental (Primeira Guerra Mundial). Foi ferido três vezes em combate, morreu na França em decorrência de nefrite]], mesmo doente se recusou a deixar seu posto. Sua esposa foi capaz de viajar para França, através de contatos de G.K. Chesterton no governo, e estar ao seu lado pouco antes de sua morte, ela foi a única parente em seu funeral. Seu irmão, anunciaria sua morte no The New Witness com os dizeres: "Ele viveu o suficiente para marchar para a vitória que foi para ele uma visão suprema da liberdade e da luz."

## Obras
- Gladstonian Ghosts. London: S.C. Brown Langham & Co., 1905.
- G.K. Chesterton: a Criticism. London: Alston Rivers, 1908.
- The People's Drink. London: The New Age Press, 1909.
- Party and People: A Criticism of the Recent Elections and Their Consequences. London: Alston Rivers, Limited, 1910.
- The Party System, with Hilaire Belloc. London: Stephen Swift, 1911.
- Nell Gwyn. London: T.N. Foulis, 1912 (1st Pub. 1911).
- The Prussian hath said in his Heart. London: Chapman and Hall, 1914.
- Debate between George Sylvester Viereck and Cecil Chesterton. New York: The Fatherland Corporation, 1915.
- The Perils of Peace. London: T.W. Laurie, Ltd., 1916.
- A History of the United States. London: J.M. Dent & Sons, 1919.